# لحلاح أشطائي
اللحلاح الأشطائي (باللاتينية: Colchicum soboliferum) نوع نباتي يتبع جنس اللحلاح من الفصيلة اللحلاحية.

## الموئل والانتشار
موطنه بلاد الشام وتركيا والقوقاز وبلغاريا والبلقان وإيران وباكستان وبعض أنحاء آسيا الوسطى.

## الوصف النباتي
النبات عشبي معمر. النبات سام كبقية أنواع اللحلاح.

## مرادفات للاسم العلمي
- (باللاتينية: Merendera sobolifera)
- (باللاتينية: Bulbocodium soboliferum)
- (باللاتينية: Merendera hastulata)